# Samurai II: Vengeance
Samurai II: Vengeance je česká videohra z roku 2010. Jedná se o pokračování hry Samurai: Way of Warrior. Hra vznikla pro iPhone, iPad, Windows a Mac. Vytvořilo ji studio Madfinger Games. Na Anifilm 2011 byla hra zvolena za Nejlepší český umělecký počin v herní tvorbě a Nejlepší český herní titul pro mobilní přístroje.